# Klimat podrównikowy

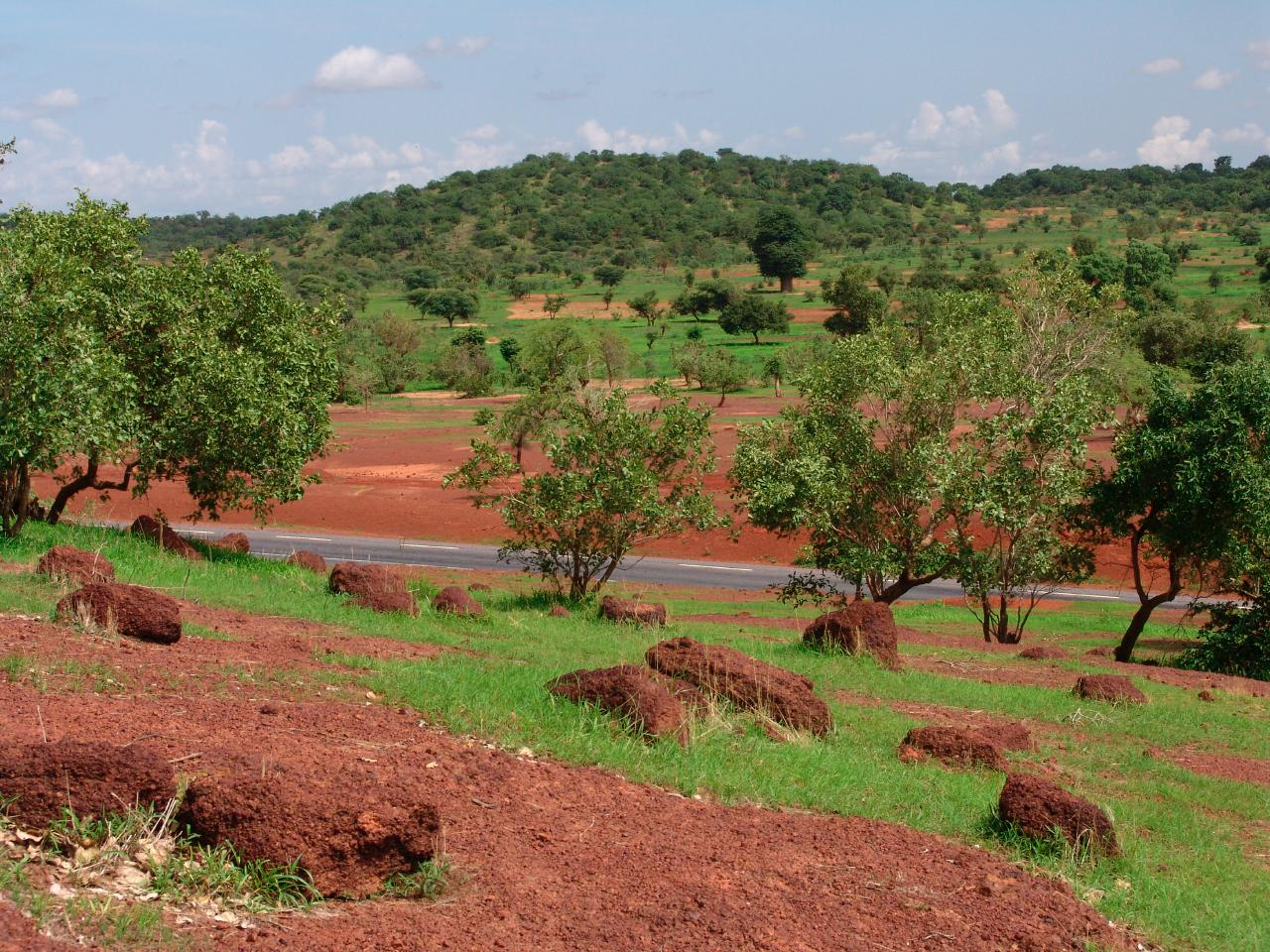
Południowe Mali będące przykładem klimatu podrównikowego, gdzie występuje wyraźna pora sucha i pora deszczowa.

Klimat podrównikowy – wyodrębniony ze strefy klimatu równikowego pas klimatyczny leżący po obu stronach równika, który charakteryzuje się występowaniem okresów o niskich opadach i wyższych amplitudach termicznych w ciągu rocznego i dobowego cyklu, niż w klimacie równikowym.

## Klasyfikacja
W większości przypadków klimat podrównikowy zalicza się do klimatu równikowego. W praktyce jednak jest wiele obszarów na Ziemi, gdzie pogoda i jej przebieg roczny i wieloletni nie pokrywa się w stu procentach z klimatem ani równikowym, ani zwrotnikowym. Klimat podrównikowy zaliczany jest do strefy klimatu równikowego, a całość wraz z klimatem zwrotnikowym do strefy klimatów gorących.

## Występowanie
Typ klimatu podrównikowego (według Klasyfikacji Okołowicza) występuje po obu stronach równika, między strefą zwrotnikową a klimatem równikowym wilgotnym (ze strefy klimatów równikowych). Klimat równikowy pojawia się mniej więcej na 4–5° szerokości geograficznej, a zanika i przechodzi w zwrotnikowy mniej więcej na 9–10° szerokości geograficznej.
Te szerokości geograficzne są umowne i średnie dla całej Ziemi. Oznacza to, że w praktyce występują pewne różnice. W niektórych miejscach na Ziemi klimat ten pojawia się już na 2°, a nawet 1° szerokości geograficznej. W innych obszarach sięga nawet 13–14° szerokości geograficznej. Średnia szerokość to od 4 do 10° szerokości geograficznej.

## Miejsca występowania
Tak jak w przypadku pozostałych stref klimatycznych, klimat ten okala całą planetę po obu stronach równika. Jednak przebieg pasa klimatycznego jest nierównomierny. Na większości odcinków pasa klimatycznego klimat ów przebiega równomiernie lub w miarę równomiernie (kilkustopniowe odchylenia), jednak w Ameryce Południowej jego ułożenie jest całkiem inne. Przyczyną są prądy morskie, rozkład lądów i oceanów i ukształtowanie powierzchni. Klimat ten przechodzi tam w taki sposób, że „rozdziela” klimat równikowy na dwie części. Pierwsza biegnie przez Brazylię, a druga przez Panamę i północną Kolumbię. Przyczyną jest obecność oceanów po obu stronach Panamy. Ciepłe Morze Karaibskie i nizinne tereny Panamy powodują, że nie ma tam pór suchych, a klimat jest wybitnie wilgotny.
- Afryka – południowa Somalia, Gambia, Sudan Południowy, Malawi, północny i środkowy Mozambik, południowe Mali, południowy Czad, południowo-zachodnie Kongo.
- Azja – niektóre obszary Indonezji np. wyspa Bali, południowe Indie.
- Ameryka Południowa – północno-wschodnia Brazylia, Wenezuela, Boliwia.
- Australia – jej północna część. np. region Kimberley
- Ameryka Północna – południowy Meksyk, Salwador, część Nikaragui, północne krańce Belize i Gwatemali.

## Podział
Należący do strefy klimatów równikowych typ klimatu podrównikowego dzieli się na odmianę na suchą i wilgotną. Odmiana sucha występuje w zasadzie najdalej od klimatu równikowego i jest to główny obszar przejściowy, gdzie pojawia się klimat zwrotnikowy. Wilgotna zaś jest zazwyczaj położona najbliżej równika, gdzie pora sucha jest jedna i trwa kilka miesięcy, a opady są duże. Klimat ten jest strefą wyjściową z właściwego klimatu równikowego, gdzie ten cechuje się brakiem wyraźnej pory deszczowej oraz bardzo niskimi amplitudami temperatur.

## Opis klimatu
Klimat podrównikowy to pas strefy klimatu równikowego, gdzie nieodzownym elementem jest zaznaczająca się pora sucha. W większości obszarów wydłużająca się w miarę oddalania od równika (wyjątek Ameryka Południowa i Środkowa – patrz wyżej) Inny jest też przebieg temperatur, które wahają się ciągu roku. W porze suchej jest gorąco, a gdy zaczynają się deszcze, powietrze się ochładza, by potem wraz z nastaniem pory suchej znów się ogrzać. W tym klimacie w porze suchej średnie wartości temperatur przekraczają 30 °C, podczas gdy w równikowym wilgotnym nie przekraczają tej wartości.

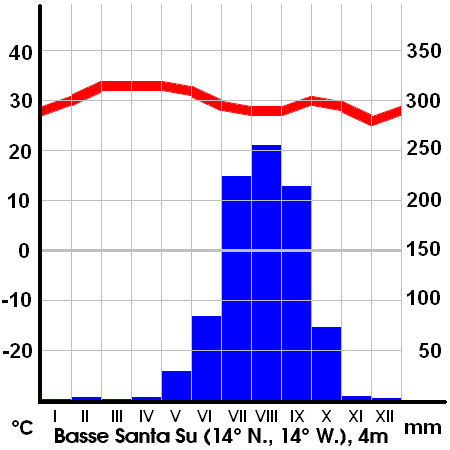
Diagram przedstawiający zarys klimatu podrównikowego suchego na przykładzie Gambii. Gambia znajduje się na obrzeżu pasa klimatu podrównikowego i jak wynika z powyższego wykresu, występuje tam wyraźna pora sucha, a roczny przebieg temperatur nie jest stały tak jak we właściwym klimacie równikowym. Reasumując, Gambia nie zalicza się ani do klimatu równikowego, ani do zwrotnikowego.

Kiedy pojawia się klimat podrównikowy, w ciągu roku występuje jedna krótka pora sucha, która wydłuża się w miarę oddalania się od równika. Zewnętrzna część pasa klimatu podrównikowego (7–10°) cechuje się występowaniem dwóch pór suchych, które wydłużają się w miarę oddalania się od równika. Na przykładzie Afryki między 10–11° dwie pory deszczowe są bardzo krótkie i występują, gdy Słońce w swym pozornym ruchu przechodzi nad obszarem, gdzie te deszcze mają się pojawić. Występują dwie pory suche. Taki klimat posiada np. południowa część Sahelu. Tam przesuwając się w kierunku północnym, pory deszczowe w końcu zanikają i pojawia się klimat zwrotnikowy.